# Vanuatui labdarúgó-szövetség
Vanuatui labdarúgó-szövetség (angolul: Vanuatu Football Federation [VFF]).

## Történelme
1934-ben alapították. A Nemzetközi Labdarúgó-szövetségnek (FIFA) és az Óceániai Labdarúgó-szövetség (OFC) 1988-tól tagja. Fő feladata a nemzetközi kapcsolatokon kívül, a  Vanuatui labdarúgó-válogatott férfi és női ágának, a korosztályos válogatottak illetve a nemzeti bajnokság szervezése, irányítása. A működést biztosító bizottságai közül a Játékvezető Bizottság (JB) felelős a játékvezetők utánpótlásáért, elméleti (teszt) és cooper (fizikai) képzéséért.